# Полудьонний Ілля Вікторович
Полудьонний Ілля Вікторович (нар. 23 листопада 1988 року, м. Дніпро, Україна) — український психолог і підприємець. Відомий як популяризатор культури психічного здоров'я, блогер і письменник завдяки співавторству подкасту «Простими словами» та однойменної серії книг.

## Життєпис
Народився 23 листопада 1988 року в місті Дніпро. У ранньому дитинстві з сім'єю переїхав до Києва.
У 2005 році вступив до Київського національного лінгвістичного університету, де здобув ступінь спеціаліста з психології.
Працював дельфінотерапевтом, а пізніше психологом-консультантом у проєктах «Кохана, ми вбиваємо дітей» та «Врятуйте нашу сім'ю» телеканалу СТБ.
З 2012 по 2017 навчався у Київській філії Московського гештальт інституту (тепер Український гештальт Університет) за програмою підготовки гештальт-терапевтів.
У 2015 році став співзасновником платформи онлайн-психотерапії Трітфілд.
У 2019 разом з Марком Лівіним став автором подкасту «Простими словами». Станом на 2021 рік перші два сезони сумарно зібрали понад півтора мільйона прослуховувань.
У грудні 2020 видавництвами Наш Формат і The Village Україна була опублікована перша книга з серії «Простими словами», загальний тираж перевищив 16 000 примірників.
У 2022 разом з Марком Лівіним запустив курс «Психологія людей під час війни: як жити і працювати в нових реаліях» на платформі Prometheus. Частину прибутку було перераховано на користь ЗСУ.
У 2023 став автором викривального розслідування про Спартака Субботу, у рамках якого понад пів року збирав та аналізував інформацію з відкритих джерел. Матеріал у текстовій версії опублікований на медіапорталі «Свідомі», а відео-версія у жанрі фактчекінг-детективу на власному YouTube-каналі.